# Munizipalität Marneuli
Die Munizipalität Marneuli (georgisch მარნეულის მუნიციპალიტეტი, Marneulis munizipaliteti) ist eine Verwaltungseinheit (etwa entsprechend einem Landkreis) in der Region Niederkartlien im Südosten Georgiens.

## Geographie
Verwaltungszentrum der Munizipalität ist die Stadt Marneuli. Die 935 km² große Munizipalität grenzt im Norden und Osten an die Munizipalität Gardabani, im Nordosten unterbrochen durch das Territorium der regionsunterstellten Stadt Rustawi, im Nordwesten an die Munizipalität Tetrizqaro und im Westen an die Munizipalität Bolnissi, alle ebenfalls in der Region Niederkartlien. Im Südosten verläuft auf einem kurzen Abschnitt die Staatsgrenze zu Aserbaidschan, im Süden zu Armenien.
Der größte Teil der Munizipalität liegt im Bereich der Niederkartlischen Ebene. Diese wird ungefähr entlang der Ostgrenze der Munizipalität von der Kura durchflossen; durch das Gebiet verlaufen die rechten Kura-Nebenflüsse Algeti und Chrami mit seinem rechten Zufluss Debed, der einen Teil des Grenzverlaufs zu Armenien markiert. Im Nordosten erhebt sich inmitten der Ebene der Jagludscha-Kamm mit südlich anschließender Hochfläche bis auf 785 m und überragt die Ebene damit um über 400 m. Das im Südwesten der Munizipalität anschließende Mittelgebirge erreicht im äußersten Südwesten mit dem Hasran-Talassi eine Höhe von 1488 m über dem Meeresspiegel.

## Bevölkerung und Verwaltungsgliederung
Die Munizipalität hat 107.800 Einwohner (Stand: 2021). Die Einwohnerzahl war mit 104.300 Einwohnern (2014) gegenüber der vorangegangenen Volkszählung (118.221 Einwohner 2002) um etwa 12 % gesunken, und damit etwas weniger als im Landesdurchschnitt. Damit hat sich der in den 1990er-Jahren nach dem Zerfall der Sowjetunion eingesetzte Rückgang jedoch beschleunigt; zuvor war die Einwohnerzahl seit mindestens den 1930er-Jahren gestiegen (48.970 Einwohner 1939).
Bevölkerungsentwicklung
Anmerkung: Volkszählungsdaten. Von den 1970er- bis in die 1990er-Jahre war die Stadt Marneuli rajonunabhängig; für diese Zeit Einwohnerzahl ohne und mit Stadt angegeben.

Die Munizipalität ist mit 83,1 % die mit dem höchsten Bevölkerungsanteil von Aserbaidschanern in Georgien. Ethnische Georgier stellen nur 8,0 %, Armenier 7,9 %; daneben gibt es hauptsächlich Russen (0,4 %) und Pontosgriechen (0,3 %, Stand 2002).
Die größten Ortschaften neben der Stadt Marneuli (20.211 Einwohner) sind mit jeweils über 3.000 Einwohnern die Dörfer Algeti, Keschalo, Qisil-Adschlo, Sabirkendi, Sadachlo und Schaumiani (2014). Die meisten Dörfer sind faktisch monoethnisch, entsprechend der Gesamtbevölkerung zumeist aserbaidschanisch. Größere überwiegend von Georgiern bewohnte Dörfer sind Saimerlo, Tamarissi und Zereteli. Tamarissi war ursprünglich ein kaukasiendeutsches Dorf mit Namen Traubenberg, das nach der Deportation der Deutschen 1941 im Jahr 1944 umbenannt wurde. Größere armenische Dörfer sind Achkerpi, Damia und Zitelsopeli. Traditionell von Griechen bewohnt war das kleine Opreti; diese haben jedoch mittlerweile, wie auch aus anderen Landesteilen, Georgien überwiegend verlassen. Die größten der wenigen Ortschaften mit ethnisch stärker gemischter Bevölkerung sind neben der Stadt Marneuli Chodschomi, Schaumiani, Schulaweri und Zopi.
Die Munizipalität gliedert sich in den eigenständigen Hauptort Marneuli sowie 17 Gemeinden (georgisch temi, თემი beziehungsweise bei nur einer Ortschaft einfach „Dorf“, georgisch sopeli, სოფელი) mit insgesamt 77 Ortschaften:
| Gemeinde        | Anzahl Ortschaften | Einwohner (2014) |
| --------------- | ------------------ | ---------------- |
| Achkerpi        | 3                  | 862              |
| Algeti          | 5                  | 11.790           |
| Chodschorni     | 4                  | 1.514            |
| Damia-Geurarchi | 4                  | 3.618            |
| Kapanachtschi   | 7                  | 9.021            |
| Kassumlo        | 6                  | 6.475            |
| Katschagani     | 4                  | 5.505            |
| Kutliari        | 5                  | 4.816            |
| Opreti          | 2                  | 139              |
| Qisil-Adschlo   | 1                  | 7.291            |
| Qulari          | 7                  | 4.980            |
| Sadachlo        | 5                  | 9.969            |
| Schaumiani      | 4                  | 3.723            |
| Schulaweri      | 9                  | 7.604            |
| Tamarissi       | 3                  | 1.908            |
| Zerakwi         | 3                  | 334              |
| Zereteli        | 5                  | 4.540            |

## Geschichte
Die Munizipalität liegt im zentralen Teil der historischen Landschaft Bortschali. Nach dem Zerfall des mittelalterlichen Königreiches Georgien im 16. Jahrhundert gehörte sie zum unabhängigen Königreich Kartlien, dann zum 1762 vereinigten Kartlien-Kachetien und während der Zugehörigkeit zum Russischen Reich zum 1849 gebildeten Gouvernement Tiflis. Dessen Ujesd Bortschali war überwiegend von Armeniern, Aserbaidschanern (in dieser Zeit als Tataren bezeichnet) und Griechen bewohnt; der Verwaltungssitz befand sich auf dem Territorium der heutigen Munizipalität Marneuli in Schulawer, seit 1925 Schaumiani genannt (nicht zu verwechseln mit dem heutigen Dorf Schulaweri, das ab Anfang des 20. Jahrhunderts um die gleichnamige, etwa sieben Kilometer vom Ort entfernte Bahnstation entstand).
Der Ujesd bestand in den Anfangsjahren der Sowjetunion weiter, bis 1929 der Rajon Bortschali (russisch Борчалинский район, Bortschalinski rajon) zunächst als Teil des kurzlebigen Okrugs Tiflis ausgegliedert und 1930 eigenständig wurde. Verwaltungszentrum war anfangs weiterhin Schaumiani; 1947 wurde es in den Ort Bortschali verlegt, der zugleich in Sarwani (georgisch სარვანი; von aserbaidschanisch Sarvan) umbenannt wurde. 1952 erhielt der Ort (ab 1964 Stadt) den heutigen (georgischen) Namen Marneuli, und die Bezeichnung des Rajons wurde entsprechend angepasst. Von den 1970er-Jahren bis 1995 war die schnell gewachsene Stadt Marneuli als eigenständige Verwaltungseinheit aus dem Rajon ausgegliedert; die Rajonverwaltung befand sich aber weiterhin dort. 1995 wurde der Rajon mit der wieder eingegliederten Stadt Marneuli der neu entstandenen Region Niederkartlien zugeordnet und 2006 in eine Munizipalität umgebildet.

## Verkehr
Durch den äußersten Nordwesten führt die internationale Fernstraße S6 (zugleich Teil der Europastraße 117) von Tiflis kommend weiter über Bolnissi zur armenischen Grenze. In Marneuli zweigt die vollständig auf dem Gebiet der Munizipalität verlaufende internationale Fernstraße S7 (zugleich Teil der Europastraße 001) ab, die bei Sadachlo ebenfalls die armenische Grenze erreicht. Unweit der östlichen Grenze der Munizipalität verläuft die von Tiflis kommende internationale Fernstraße S4 (zugleich Teil der Europastraße 60) auf ihrem Abschnitt zwischen Rustawi und der aserbaidschanischen Grenze.
Von Marneuli nach Nordwesten zur nahen Munizipalitätsgrenze führt die Nationalstraße Sch33 (შ33), weiter in Richtung Tetrizqaro–Zalka. Von Sadachlo folgt die Sch37 (შ37) der armenischen Grenze nach Westen und überquert diese hinter Achkerpi; der unbefestigte Abschnitt über die Grenze dient nur dem lokalen Verkehr. Die Sch162 (შ162) führt von der S7 bei Schulaweri über Schaumiani in den Südwestteil der Munizipalität. Die Sch163 (შ163) ist eine Querverbindung zwischen der S7 und der S4, beginnend in Marneuli, ebenso weiter südlich die Sch164 (შ164) ab Zereteli sowie die Sch161 (შ161) ab Schulaweri.
In Nord-Süd-Richtung zwischen Marneuli und Sadachlo verläuft auf dem Gebiet der Munizipalität die auf diesem Abschnitt 1899 eröffnete Bahnstrecke Tiflis–Jerewan. In Marneuli zweigt eine Nebenstrecke über Bolnissi nach Kasreti in der westlich benachbarten Munizipalität Bolnissi ab.